# Dolina Szklarki

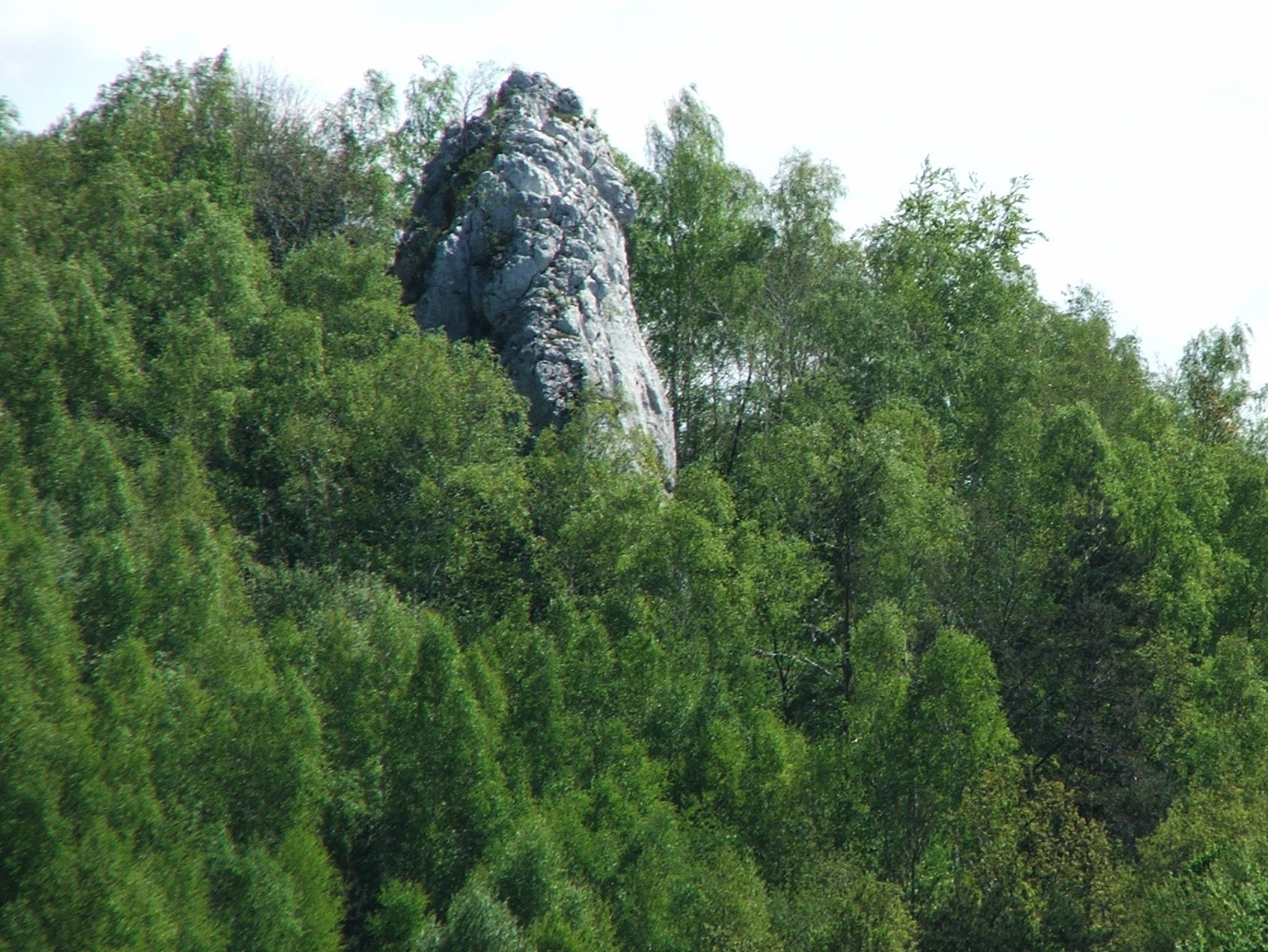

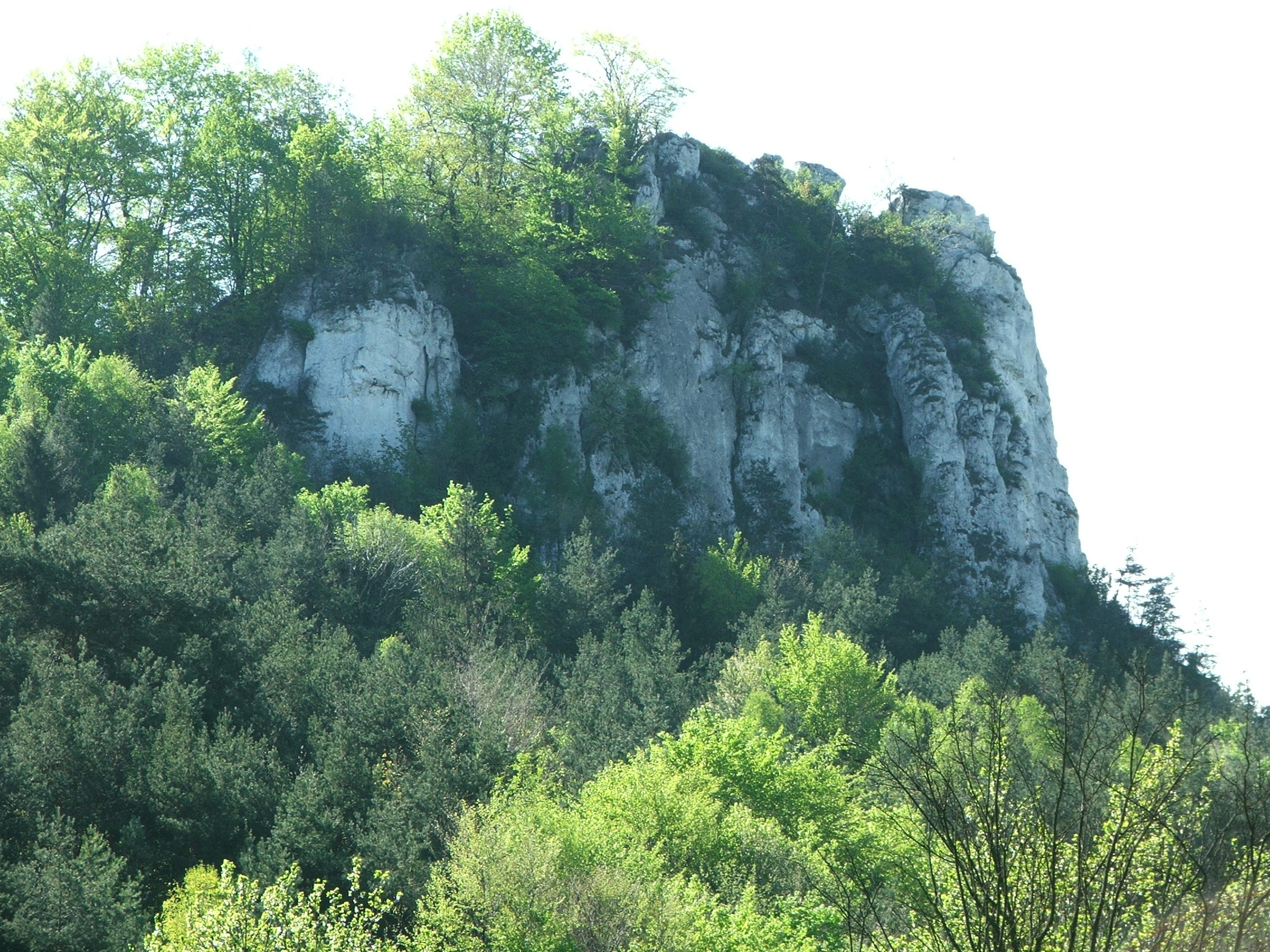
Brodło

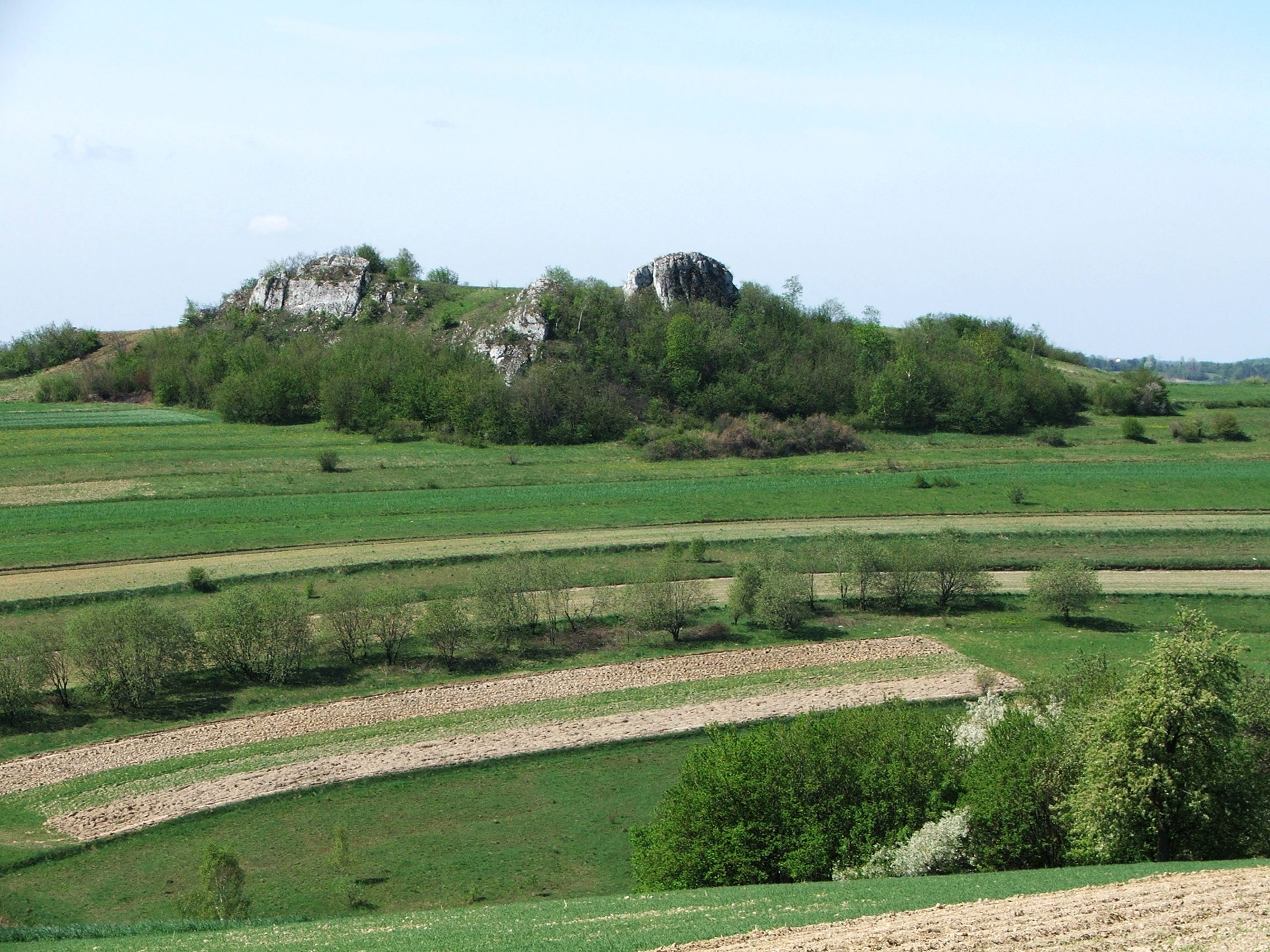
Wilisowe Skały

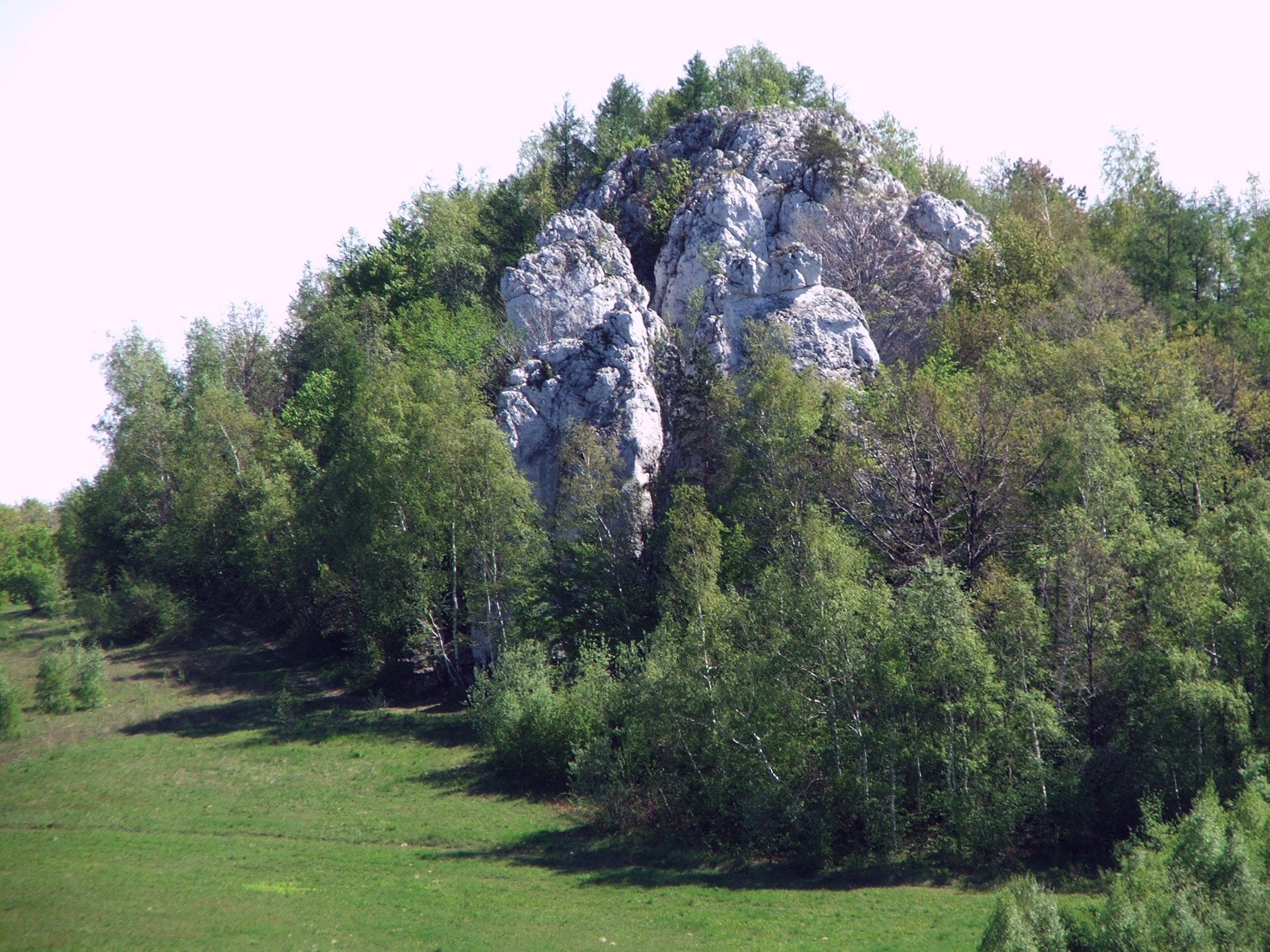
Witkowe Skały

Dolina Szklarki – dolina potoku Szklarka na Wyżynie Krakowsko-Częstochowskiej. Znajduje się na posiadającym duże walory przyrodnicze obszarze Parku Krajobrazowego Dolinki Krakowskie. Mająca ok. 9 km długości dolina ciągnie się od Jerzmanowic poprzez Szklary do Dubia, gdzie jej wylot łączy się z wylotem Doliny Racławki, a płynący dnem potok Szklarka uchodzi do Racławki. Dnem doliny biegnie asfaltowa droga, a sama dolina, mimo że jest częściowo zabudowana, jest atrakcyjna turystycznie. Posiada bowiem zalesione zbocza z licznymi skałkami wapiennymi i ostańcami wierzchowinowymi. Największe z tych ostańców to: Brodło, Witkowe Skały, Łyse Skały, Chochołowe Skały, Cisówki, Kozłowe Skały. Na niektórych z nich wspinają się wspinacze skałkowi. Dużą atrakcję dla speleologów stanowią również znajdujące się w niektórych z nich jaskinie, np. Jaskinia Kręta czy Jaskinia Ciasny Awen.
W dolinie wyróżnić można dwie różniące się części: górną w okolicy Jerzmanowic, która jest szeroka, bezleśna i w dużym stopniu zabudowana, oraz dolną, która bardziej przypomina głęboki, ciasny wąwóz i ma strome zalesione zbocza. Na wschodnim zboczu tego wąwozu wznosi się wysoko ponad wieżą nowego kościoła i lasem potężna skała Brodło. Również na wschodnich zboczach doliny w 1989 r. utworzono rezerwat przyrody Dolina Szklarki w celu ochrony dobrze zachowanych zespołów leśnych i muraw naskalnych. W jego pobliżu  znajduje się źródło „Pióro” – duże wywierzysko krasowe.
U wylotu doliny w Dubiu istnieją stawy hodowlane, które założone zostały jeszcze w 1850 roku przez rodzinę Potockich. Obecnie hoduje się w nich pstrągi i inne ryby łososiowate.

## Szlaki turystyki pieszej[1]
– czerwony szlak okrężny przez najciekawsze obszary Doliny Szklarki. Wychodząc nim ze Szklar w kierunku wschodnim przejdziemy cały leśny rezerwat. Szlak wspina się na górę i wyprowadza na pola uprawne wierzchowiny Wyżyny Olkuskiej, skąd roztaczają się szerokie widoki w południowo-wschodnim kierunku. Następnie szlak schodzi z powrotem do dna doliny, przekracza drogę, przechodzi na zachodnie zbocze doliny i prowadzi odkrytymi w większości terenami w pobliżu dużych ostańców wierzchołkowych. Obok Bukowej Góry w ramach projektu Małopolski Szlak Geoturystyczny ustawiono tablicę informacyjną opisującą mechanizm powstania znajdującej się w niej Jaskini Szeroki Awen.
 – zielony z Doliny Będkowskiej przez  Łazy i  Dolinę Szklarki do Jerzmanowic.
 – żółty z Wierzchowia przez Dolinę Bolechowicką, Karniowice, Dolinę Kobylańską, Będkowice, Dolinę Będkowską (obok Brandysowej), Dolinę Szklarki i Dolinę Racławki do Paczółtowic.